# Gammaropsis palmata
Gammaropsis palmata är en kräftdjursart som först beskrevs av Stebbing och Robertson 1891.  Gammaropsis palmata ingår i släktet Gammaropsis och familjen Isaeidae. Arten är reproducerande i Sverige. Inga underarter finns listade i Catalogue of Life.